# 歡樂旋轉木馬
《歡樂旋轉木馬》（What a Merry-Go-Round）是英國時裝設計師亞歷山大·麥昆（Alexander McQueen）為其品牌Alexander McQueen設計的第十八個系列，屬於2001年秋冬季度。該系列以小丑和嘉年華的意象為靈感，融入麥昆對童年及時裝業的複雜情感。設計融合了軍裝風格、1922年電影《吸血殭屍》、1972年電影《酒店》、1920年代飛來波女郎時尚及法國大革命等元素，色調以暗色系為主，搭配中性色與啞綠色。這場秀首次出現骷髏圖案，後來成為麥昆品牌的標誌性設計。
時裝秀於2001年2月21日在倫敦加特利夫路倉庫（Gatliff Road Warehouse）舉行，作為倫敦時裝周的一部分。這是麥昆最後一次在倫敦辦秀，此後所有系列均改於巴黎發布。主秀共展示62套造型，尾聲環節另有至少6套。秀場中央設有旋轉木馬，燈光昏暗；尾聲時燈光亮起，露出舞台後方堆積的廢棄童年玩具，而扮成邪惡小丑的模特則穿著晚裝在台上嬉戲。
該系列獲得普遍好評，其主題與隱喻亦引發學術討論。與麥昆前作《Voss》（2001春夏）類似，《歡樂旋轉木馬》被視為對時裝業的批判——麥昆曾形容這個行業「有毒且令人窒息」。部分設計被解讀為影射法國奢侈品集團LVMH及其管理層（麥昆與其關係緊張）。系列中的服飾曾參與《亞歷山大·麥昆：野性之美》（Alexander McQueen: Savage Beauty）等展覽。

## 背景
英國設計師亞歷山大·麥昆以天馬行空且具爭議性的設計與戲劇化時裝秀聞名。近二十年職業生涯中，他探索過浪漫主義、女性氣質、性與死亡等主題。其作品強烈體現歷史主義，常重新詮釋歷史敘事。麥昆早年於薩維爾街（Savile Row）擔任裁縫學徒，奠定精湛剪裁功底。他與時裝業關係緊張，曾稱其「令人窒息」，並多次萌生退意。包括前作《Voss》在內，麥昆多個系列旨在批判時裝業現狀。
1996年至2001年10月期間，麥昆除主理個人品牌外，還擔任法國品牌紀梵希創意總監，該品牌隸屬奢侈品集團LVMH。雙方因創作理念不合而摩擦不斷。2000年12月，麥昆在紀梵希合約結束前，與競爭對手古馳簽約，此舉被視為挑釁LVMH。古馳收購麥昆公司51%股份，保留其創意總監職位。《歡樂旋轉木馬》是他在紀梵希任內為個人品牌設計的最後一個系列。
麥昆的職業軌跡與英國設計師約翰·加利亞諾相似，後者比他早十年入行。二人皆以創意與戲劇化風格著稱，媒體常將二人相提並論，甚至視為競爭對手。好勝的麥昆厭惡這種比較，但常在作品中借鑒或挑戰加利亞諾的創意。

## 概念與系列

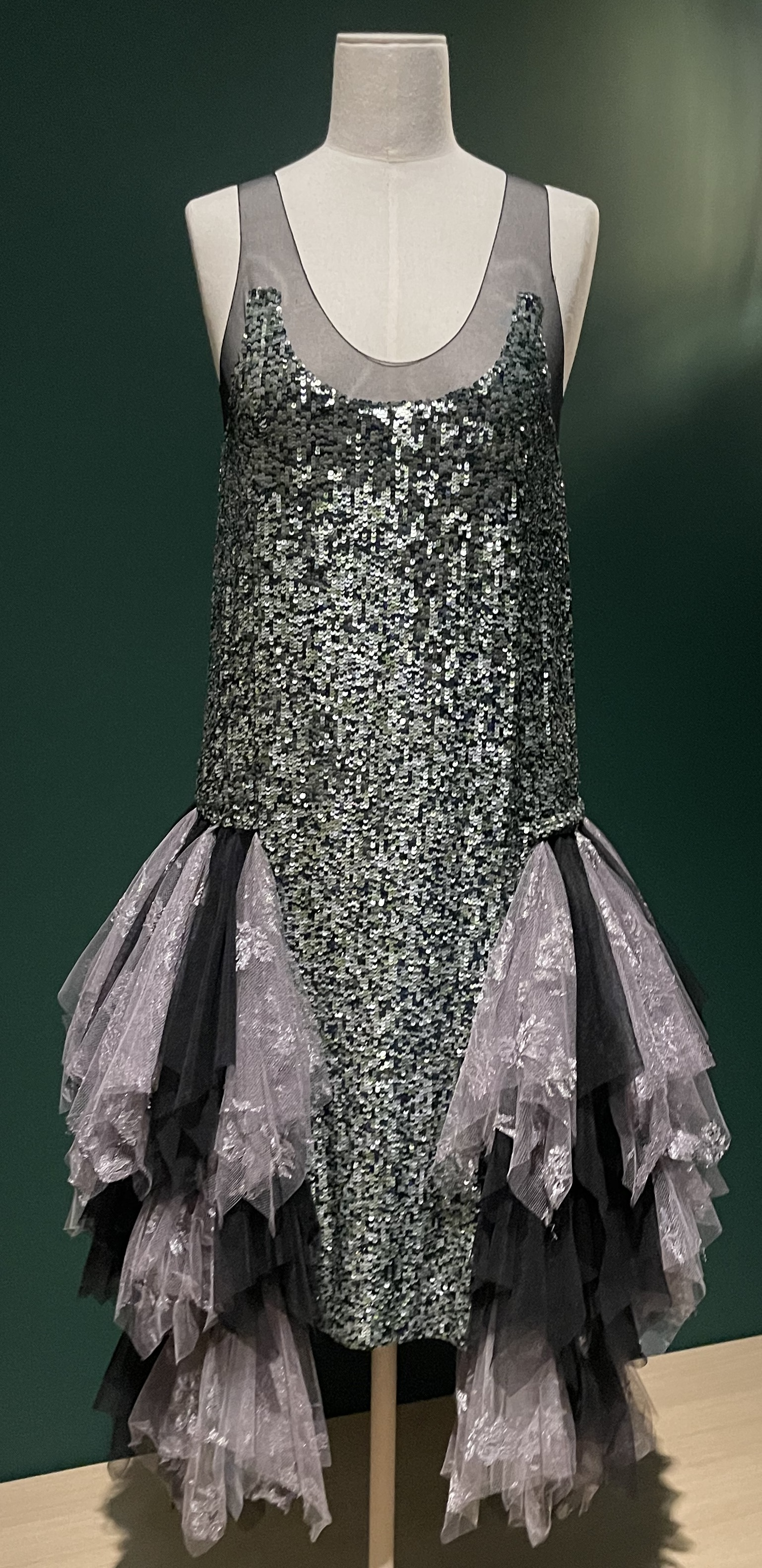
於魁北克國立美術館展覽《Lee Alexander McQueen: Mind, Mythos, Muse》展出的第44套服裝

《歡樂旋轉木馬》（2001秋冬）是麥昆為個人品牌設計的第十八個系列，靈感源自小丑、巡迴嘉年華與馬戲團的陰暗面，以及電影《飛天萬能車》（1968）中的反派「抓童魔」（Child Catcher）。麥昆將童年脆弱感與時裝業的動盪經歷相聯繫，並直言：「我們總把小丑塑造成滑稽形象，其實他們很可怕。」秀場中央的旋轉木馬象徵其職業生涯的起伏。
其他靈感包括1922年德國默片《吸血殭屍》及魏瑪共和國時期的卡巴萊歌舞，後者透過1972年電影《酒店》呈現。麥昆希望通過此系列建立統一的品牌視覺，認為過往作品概念過於分散。
整體色調陰暗，早期造型以中性色為主，後續逐漸加入橙與綠。骷髏與哈樂昆圖案反覆出現，主要材質為皮革與針織布（jersey），點綴亮片、蕾絲及孔雀、鴕鳥羽毛。軍裝風格體現於卡其色單品、制服式剪裁及古董飛機頭飾，麥昆稱這些設計反映「童年的規訓感」。部分設計改編自早期系列，如《Joan》（1998秋冬）、《Eshu》（2000秋冬）及《Voss》。
歷史服飾對系列影響顯著：寬大大衣與金穗帶呼應法國大革命，而斜裁修身裙則借鑒1920年代飛來波女郎風格。策展人Clarissa M. Esguerra與Michaela Hansen指出，第44套服裝的亮片褶裙是對1920年代「robe de style」（直身上衣配蓬裙輪廓）的重新演繹，亮片色彩令人聯想到魏瑪時期的卡巴萊歌舞。
多套造型搭配由肖恩·利恩（Shaun Leane）製作的雉雞爪大溪地珍珠飾品。接受傳統珠寶訓練的利恩為此自學動物標本剝製術，後將雉雞爪耳環納入個人產品線。

## 時裝秀

### 製作細節
時裝秀於2001年2月21日在倫敦加特利夫路倉庫舉行，是麥昆在該場地第六場也是最後一場秀，亦為其倫敦告別作；此後所有女裝系列皆移師巴黎。邀請函採用費迪南多·夏納（Ferdinando Scianna）拍攝的紅白藍小丑照片，暗合法國國旗三色。
觀眾先被引導至站立區等候半小時，記者瑪姬·奧爾德森（Maggie Alderson）嘲諷此安排為「畜欄」，引發不滿。出席嘉賓包括模特凱特·摩絲、演員比安卡·賈格爾、媒體高管尼古拉斯·科勒里奇（Nicholas Coleridge）及古馳時任CEO多梅尼科·德索爾（Domenico de Sole）。
麥昆的固定團隊包括助理兼造型師凱蒂·英格蘭（Katy England），製作由Gainsbury & Whiting負責。自《No. 13》（1999春夏）起合作的美術指導約瑟夫·班尼特（Joseph Bennett）再度操刀舞台，髮型由圭多·帕勞（Guido Palau）設計，妝容由瓦爾·加蘭（Val Garland）打造。長期夥伴菲利普·崔西（Philip Treacy）製作頭飾，肖恩·利恩負責珠寶，沃特福德水晶（Waterford Crystal）則提供水晶骨杖。

### 走秀呈現
秀場光線昏暗，圓形舞台地面繪有灰藍色螺旋紋，中央擺放覆蓋黑、紫、薰衣草色乳膠的復古旋轉木馬。舞台後方堆滿佈滿灰塵的童年雜物，如絨毛玩具、木偶、氣球與骷髏，營造廢棄育兒室、玩具店或閣樓氛圍。這些佈景僅在尾聲時被燈光照亮。
開場播放《飛天萬能車》中抓童魔引誘孩童的音效，背景音樂還包含重金屬音樂、《飛天萬能車》主題曲及1968年恐怖片《魔鬼怪嬰》配樂〈Sleep Safe and Warm〉。尾聲響起《歡樂滿人間》（1964）歌曲〈A Spoonful of Sugar〉。
模特步態強勢，策展人克萊爾·威爾科克斯（Claire Wilcox）形容如「施虐女王」，《Vogue》則稱「冷硬如鐵」。妝容以蒼白底妝為基底，呼應啞劇中的悲傷小丑角色皮耶羅，主秀環節搭配1930年代風格深色唇妝與馬塞爾波浪髮型。尾聲時模特改化暗黑小丑妝，頭戴造型假髮（包括三尖款式），時裝理論家賈尼斯·米勒（Janice Miller）認為此形象「濃縮了兒童媒體中的反派特質」。
主秀展示62套造型，尾聲另有至少6套。模特繞行旋轉木馬，有人以支柱為軸旋轉。第34套的黑裙肩披金狐骨架，模仿皮草披肩；第35為高領不對稱刺繡大衣；第37套佩戴肖恩·利恩設計的雉雞爪珍珠項鍊，長串珍珠呼應1920年代風尚，爪簇則隱喻死亡；Look 48的頭盔飾有黑羽與金屬骷髏，搭配透視紫黑刺繡襯裙，安娜·霍尼格曼（Ana Honigman）形容模特如「半塞壬半女武神」。
第62套（胸前印白骷髏的黑針織裙）結束後，燈光轉暗再亮，照亮旋轉木馬與後方佈景。邪惡小丑裝扮的模特穿著晚裝嬉戲，其中一人腳踝繫著源自《Dante》（1996秋冬）的金骷髏道具；另一人穿著銀色斜裁露胸裙，令人聯想到德拉克羅瓦1830年畫作《自由引導人民》。模特艾琳·奧康納（Erin O'Connor）入場時被側台氣球纏住，其他模特剪斷氣球助其脫困。數分鐘後燈光大亮，模特集體謝幕，麥昆鞠躬並與德索爾握手。

## 反響

### 當代評價
《歡樂旋轉木馬》獲時評人普遍讚譽，德索爾稱其「精彩絕倫」。希拉里·亞歷山大（Hilary Alexander）形容秀場「既震撼又陰森」，布思·摩爾（Booth Moore）則讚其「媲美百老匯」。多人認為這是當季最精彩的發布。亞歷山大抱怨這是時裝周唯一值得看的秀，並寫道「天才與優秀設計師的鴻溝由此顯現」。奧爾德森與艾莉西亞·埃科諾穆（Alexia Economou）均認為麥昆將軍裝風、單肩裙與訂製西裝等當季潮流運用得最出色。
儘管戲劇性十足，評論家認為垂褶裙與西裝等設計具商業潛力，戴維森（John Davidson）稱其適合「自信果敢、敢於脫穎而出的女性」。蘇珊娜·弗蘭克爾（Susannah Frankel）欣賞麥昆玩轉「陽剛與陰柔、極致浪漫與犀利尖銳」的對比，麗莎·阿姆斯特朗（Lisa Armstrong）則認為這種對立正是「其現代視野的核心」。亞歷山大與蘇西·門克斯（Suzy Menkes）均稱讚獨特色彩搭配，軍裝主題單品尤受好評。
亦有批評聲音。《女裝日報》肯定系列水準，但認為主題與設計平衡不及以往，《紐約時報》的凱茜·霍林（Cathy Horyn）指其「連貫性不如《Voss》」，軍裝單品「過於生硬」。奧爾德森質疑軍裝設計含納粹時尚影響，門克斯認為重製舊作為時尚早，《蘇格蘭人報》的凱特·福斯特（Kate Foster）反駁系列「不實穿」的共識，《渥太華公民報》則質疑「戲劇性與服裝何干」。

### 後世評價
策展人凱特·貝休恩（Kate Bethune）認為重製舊作標誌麥昆成功打造「整合性系列」，斜裁裙尤具實穿性。《Dazed》雜誌2015年回顧中稱此秀為麥昆最黑暗的作品之一。亞當·格齊（Adam Geczy）與維姬·卡拉米納斯（Vicki Karaminas認為此作被前作《Voss》掩蓋光芒，實則「被低估」。
儘管廣受讚譽，麥昆本人對系列評價不高。秀後受訪時他表示「這並非我最強的作品」，2004年更坦言「不忍回看」，認為表演喧賓奪主。

## 分析

多數學者認為系列影射LVMH集團。當代評論中，《女裝日報》稱其為對糾紛的「直白表態」，朱迪思·瓦特（Judith Watt）將《自由引導人民》的引用解讀為向LVMH傳遞訊息，達娜·托馬斯（Dana Thomas）認為抓童魔音效直指LVMH創始人伯納德·阿爾諾（Bernard Arnault），凱倫·霍默（Karen Homer）則指法國大革命元素象徵麥昆「脫離LVMH枷鎖」。貝休恩諷刺地指出，儘管強調「脫法」，麥昆此後所有秀卻皆在巴黎舉辦。
部分設計被視為挑戰加利亞諾。阿姆斯特朗認為晚裝是對以浪漫長裙聞名的加利亞諾的直接叫板，托馬斯則列舉更多參照：模特髮型模仿加利亞諾愛用的馬塞爾波浪，三尖假髮呼應其1993年《Filibustiers》系列，1930年代妝容亦與加利亞諾秀場風格相似。多款設計重新詮釋了加利亞諾標誌性的吊帶裙、機車夾克、軍裝外套與飾帶。
暗黑小丑妝的符號學引發討論。卡洛琳·埃文斯（Caroline Evans）認為其營造「哀傷疏離感」，揭露馬戲團陰暗面；米勒指出猙獰妝容與優雅裙裝的對立「折射麥昆遊走於美與恐怖之間的設計哲學」；格齊與卡拉米納斯形容模特化身「令人卻步的吸血鬼」，有別於傳統秀場的「美之載體」，更似「掠食者與幽靈」。
第34套的金狐骨架引發議論。阿姆斯特朗與阿夫里爾·格魯姆（Avril Groom）注意到麥昆一反常態未使用皮草，前者視骨架為「政治正確的狐皮替代品」，後者稱此設計「讓詭譎幽默感盡情釋放」。克里斯汀·諾克斯（Kristin Knox）讚其「將悚然之物昇華為絕美」。
埃文斯將此秀視為時裝雙重性的體現：既輕浮又陰鬱。格齊與卡拉米納斯延伸此觀點，認為馬戲團主題結合死亡與純真消逝的隱喻，暗示「墮落疲憊的演藝世界」，是對時裝業「虛構現實」的批判。他們將系列敘事與《The Overlook》（1999秋冬）的凜冬憂鬱並論，認為二者皆影射「童年純真的消亡」。瓦萊麗·斯蒂爾（Valerie Steele）指出模特腳踝的骷髏源自中世紀的死亡象徵。

## 影響
《歡樂旋轉木馬》首度出現的骷髏圖案成為品牌標誌，雉雞爪珍珠項鍊與耳環曾參與2001年維多利亞與艾伯特博物館《時尚在躍動》（Fashion in Motion）展覽。系列中的黑色塗層裙與金穗軍裝套裝入選2011年回顧展《野性之美》「浪漫心靈」展區，第48套的骷髏頭盔與第60套的單隻雉雞爪耳環則陳列於「珍奇櫃」。第44套服裝參與2022年洛杉磯郡立美術館展覽《Lee Alexander McQueen: Mind, Mythos, Muse》，該館現收藏此作品。
2017年，肖恩·利恩於蘇富比拍賣多件為麥昆創作的珠寶，含《歡樂旋轉木馬》雉雞爪珍珠項鍊、耳環（未標明成交價）及肩飾（以22,500美元成交）。2020年，麥昆友人愛麗絲·史密斯（Alice Smith）拍賣其紀念品，系列時裝秀邀請函以334美元售出。

## 備註
1. 1 2  本文參照《Vogue》回顧展的編號系統。其統計共67套，但存在重複與遺漏。《Vogue》未收錄開場的棕色皮褲裝（00:20）、第12套後的暗紋褲裝（2:23）、第40套後的橙綠造型（7:08）及第47套後的黑色背心寬褲（8:28）。此外，第13套圖片同時展示第14、15套。[40]

第63至67套屬尾聲環節，實際數量可能更多。視頻中部分造型未見於《Vogue》，且第65、66套圖片各含兩名模特。[58][40]
2. ↑  LVMH未立即解僱他，但取消了原定於2001年3月舉辦的告別秀，改為小型靜態展，並發布新聞稿稱「麥昆先生為其小型生意尋求資金實屬正常」——「小型」一詞據傳令麥昆深感不悅。[17]
3. ↑  卡洛琳·埃文斯（Caroline Evans）認為此為意外即興，[64]凱瑟琳·格利森（Katherine Gleason）等則視為設計橋段。[54]